# Николо-Бабаевский монастырь
Нико́ло-Баба́евский монасты́рь — мужской монастырь Ярославской епархии Русской православной церкви у впадения реки Солоницы в Волгу (в бывшем селе Бабайки — ныне территория рабочего посёлка Некрасовское Ярославской области).

## История

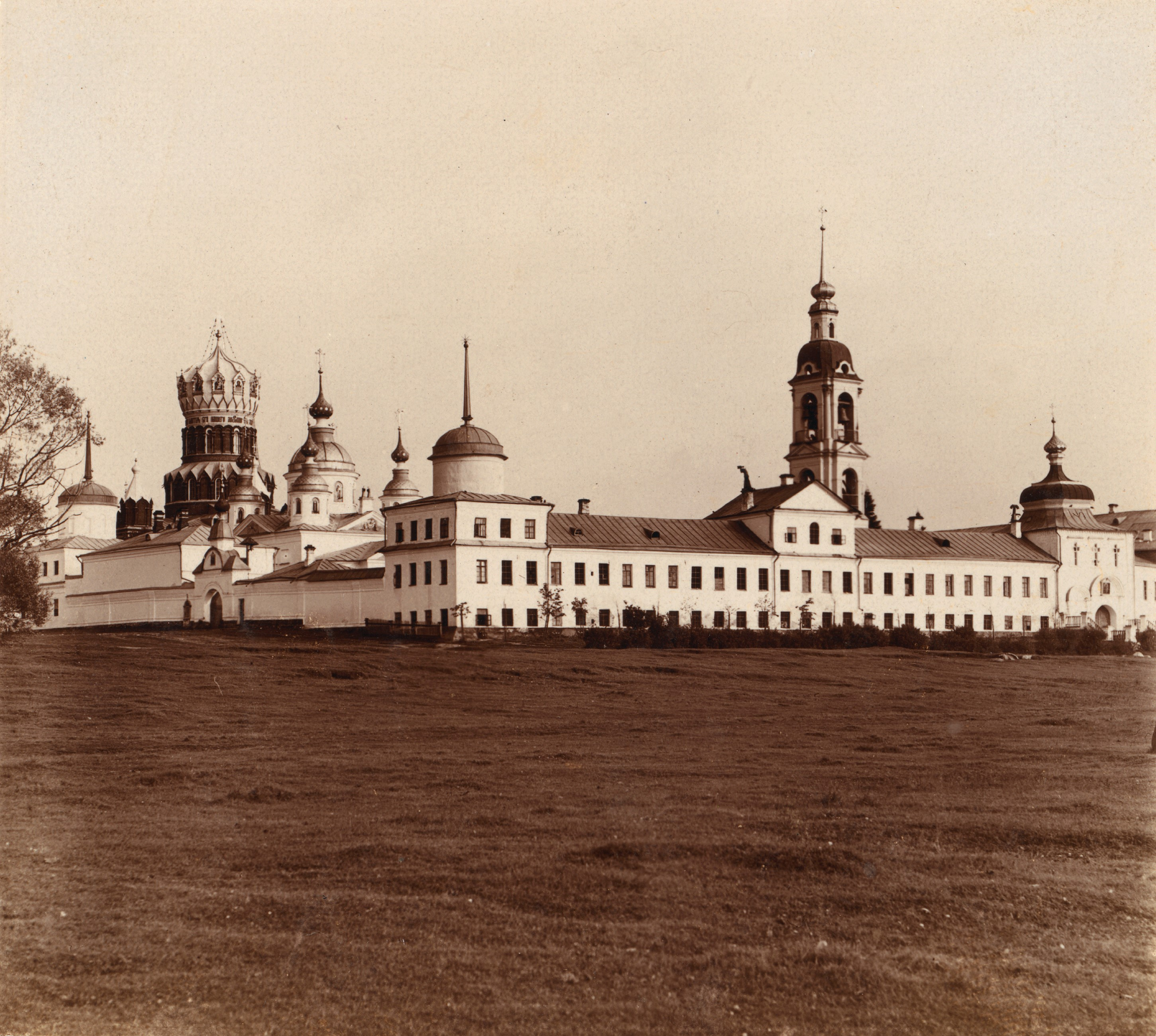
Николо-Бабаевский монастырь на фото С. Прокудина-Горского (около 1910 года)

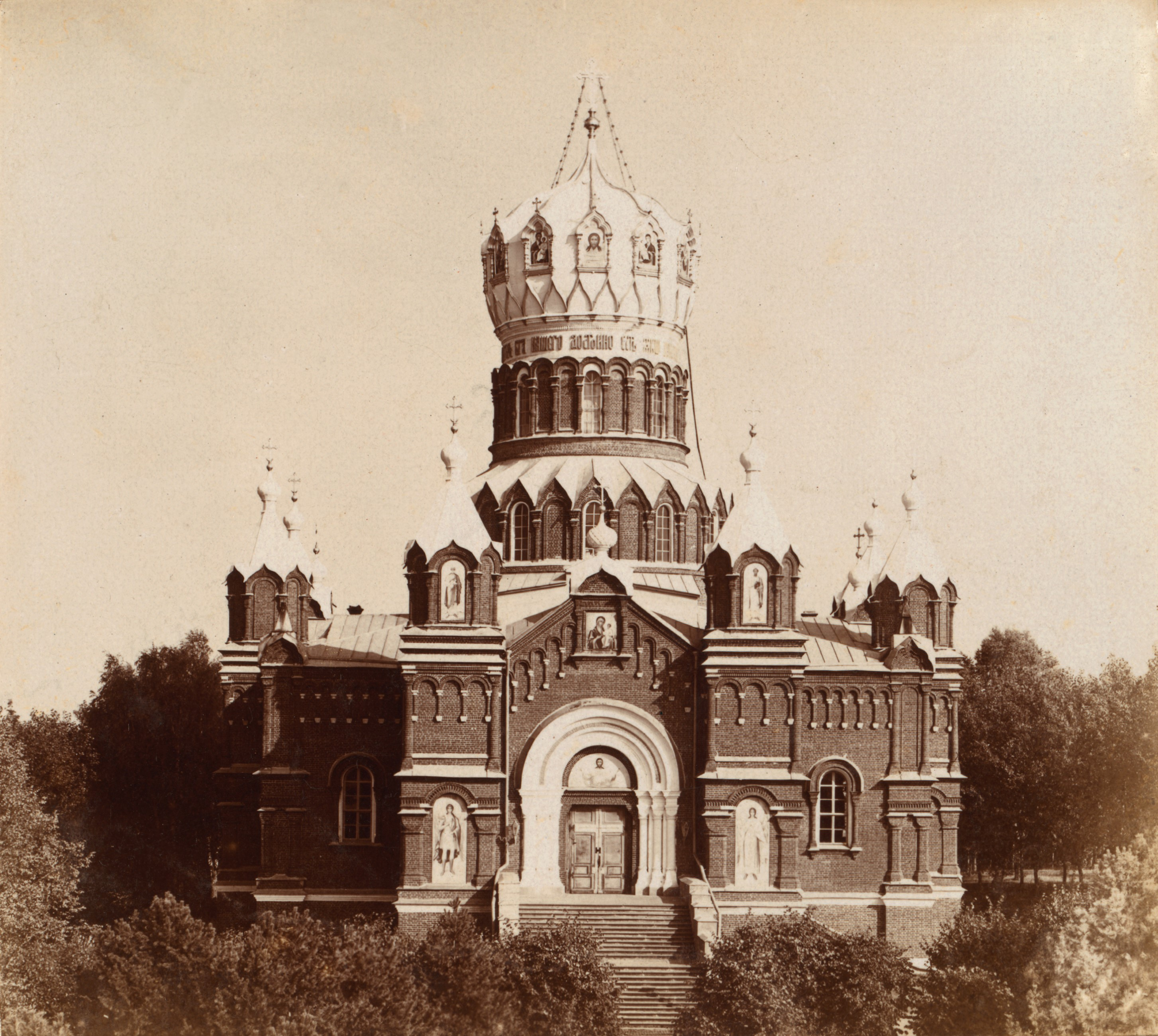
Собор во имя Иверской иконы Божией Матери (архитектор А. М. Горностаев, 1865-77)

Основан в XV веке в месте, называемом Бабайки (здесь на берегу складывали одноимённые вёсла для сплава леса), рядом с селом Большие Соли, между Ярославлем и Костромой. Причиной основания послужило обретение здесь в XIV веке иконы Николая Чудотворца, приплывшей на одной из бабаек. Первоначально икона была помещена в дубовой роще к югу от будущего монастыря. Основателем считается один из учеников Сергия Радонежского, именем Иоанн.
Известно, что царь Алексей Михайлович пожаловал монастырю мельницу. К началу XVIII века имел многочисленные вотчины в Костромской губернии. В 1719 году в монастыре случился пожар; сгорела большая часть монастырского имущества и архива. В 1764 году, согласно манифесту Екатерины Второй, причислен к сверхштатным.
В Бабайском монастыре неоднократно бывал Николай Некрасов, чьё детство прошло неподалёку, на противоположном берегу Волги — в сельце Грешнево. Монастырь упомянут поэтом в стихотворении «Горе старого Наума»: «Вблизи — Бабайский монастырь, село Большие Соли…»
Сохранившиеся до революции здания монастыря выстроены в XIX веке; доминировал среди них массивный семиглавый Никольский собор, возведённый по проекту Горностаева на месте двухэтажного собора 1659 года. 
В 1861—1867 годах в обители жил на покое святитель Игнатий (Брянчанинов), благодаря которому были изысканы средства на ремонт существующих строений и постройку храма Иверской иконы Божьей Матери. Здесь он вёл уединённую молитвенную жизнь, создал многие известные сочинения («Приношение современному монашеству», «Отечник» и др.), продолжал переписку с духовными детьми. После кончины (1867) он был похоронен около малой больничной церкви Сергия Радонежского.
После захвата власти большевиками монастырь упразднён в 1919 году. Соборный Иверский храм был взорван в 1940 году для получения кирпича, снесли и Никольскую церковь. Некоторые монастырские документы были переданы в Москву (сейчас — в РГАДА). На месте бывшего монастыря в советское время расположился детский костно-туберкулёзный санаторий. В 1988 году, перед канонизацией Игнатия Брянчанинова, его мощи были перенесены в Толгский монастырь.

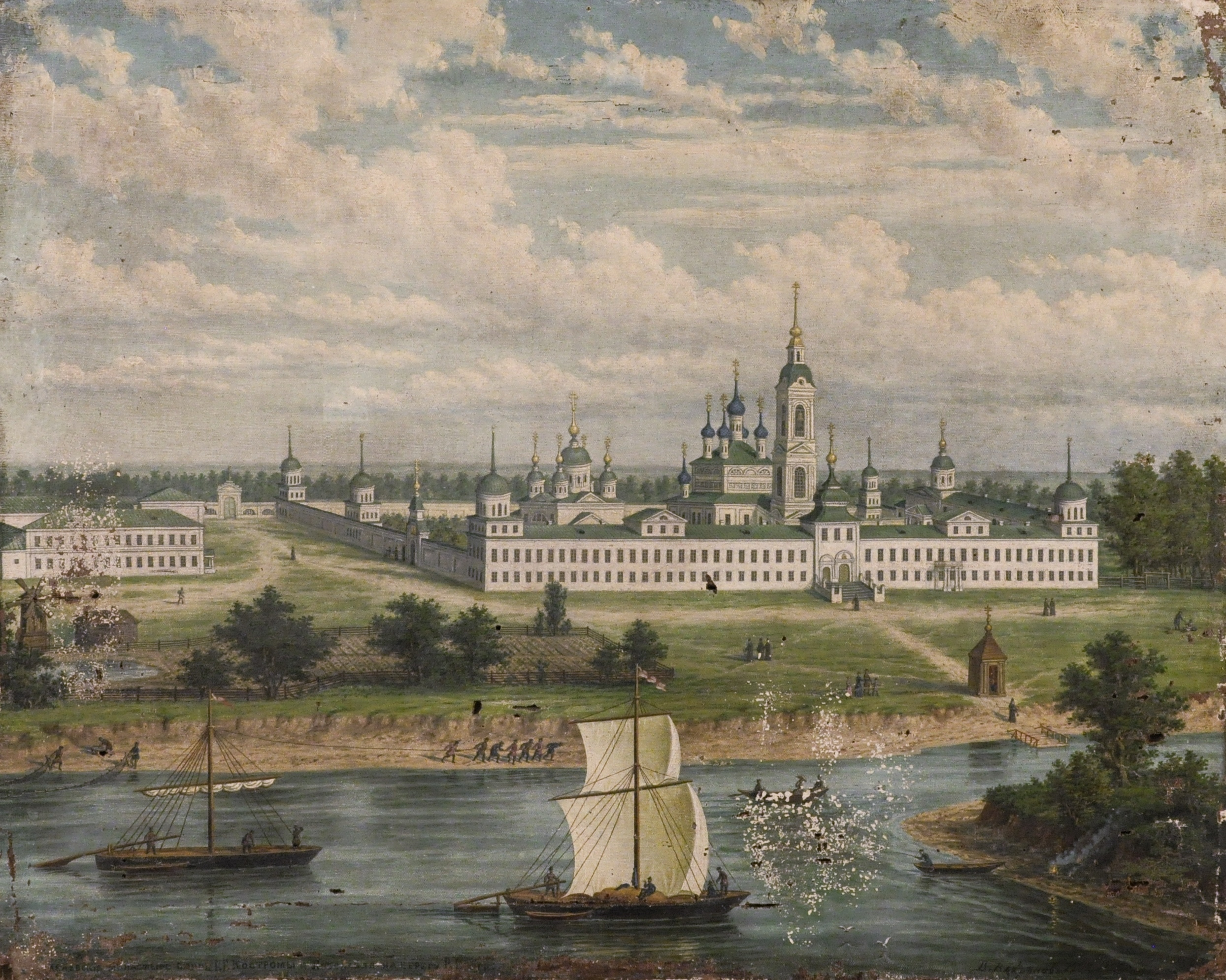
На старинной картине Вахренова виден 5-главый Никольский собор 1650-х годов

## Современность
Монастырь был возрождён в 1998 году. Настоятель — архимандрит Борис (Долженко). С 2003 года в монастыре жил на покое, скончался и погребён митрополит Симон (Новиков), бывший Рязанский.
Обительским и престольным праздником монастыря является день Рождества святителя Николая Чудотворца, архиепископа Мир Ликийских, который приходится на 29 июля по церковному стилю (11 августа по новому стилю).
Современный монастырский собор в честь Иверской иконы Божией Матери построен почему-то по образу и подобию новгородской церкви Феодора Стратилата «на Ручью́» (XIV век), чей облик совершенно чужд традиционному верхневолжскому зодчеству. Собор освящен в 2014 году архиепископом Ярославским и Ростовским Пантелеимоном.